# Oberliga 1951-1952
L'edizione 1951-52 della Oberliga vide la vittoria finale del Stoccarda.

## Classifica finale

### Gruppo 1
|  | Pos. | Squadra     | Pt | G | V | N | P | GF | GS | DR  |
|  | ---- | ----------- | -- | - | - | - | - | -- | -- | --- |
|  | 1.   | Saarbrücken | 8  | 6 | 4 | 0 | 2 | 17 | 13 | +4  |
|  | 2.   | Norimberga  | 7  | 6 | 3 | 1 | 2 | 18 | 13 | +5  |
|  | 2.   | Amburgo     | 6  | 6 | 3 | 0 | 3 | 16 | 15 | +1  |
|  | 2.   | Schalke 04  | 3  | 6 | 1 | 1 | 4 | 12 | 22 | -10 |

| Arbitro: | Wershoven |

|                                           |           |                      |
| Harden 8’, 49’ Klepacz 13’ Wojtkowiak 43’ | Marcatori | 37’, 76’ Winterstein |

| Arbitro: | Eberle |

|                                               |           |           |
| Schreiner 23’ Momber 42’ Otto 54’ Binkert 85’ | Marcatori | 77’ Klodt |

| Arbitro: | P. Müller |

|                                                        |           |                     |
| Morlock 2’ Winterstein 17’, 70’ Herbolsheimer 34’, 89’ | Marcatori | 6’ Otto 37’ Binkert |

| Arbitro: | Schmetzer |

|                                    |           |  |
| Malinowski 60’, 76’ Kuzniewski 83’ | Marcatori |  |

| Arbitro: | Pucker |

|                          |           |                       |
| Klodt 46’ Kuzniewski 48’ | Marcatori | 33’ Glomb 88’ Morlock |

| Arbitro: | Fink |

|                            |           |  |
| Martin 35’, 70’ Momber 64’ | Marcatori |  |

| Arbitro: | Burmeister |

|                                                       |           |                               |
| Morlock 8’ (rig.), 66’ Mirsberger 71’ Winterstein 84’ | Marcatori | 21’ Malinowski 65’ Kuzniewski |

| Arbitro: | Nettekoven |

|                                 |           |             |
| Harden 8’, 44’, 89’ Schemel 25’ | Marcatori | 15’ Balzert |

| Arbitro: | Nettekoven |

|                                       |           |  |
| Morlock 10’, 53’ Winterstein 47’, 70’ | Marcatori |  |

| Arbitro: | Ruhmann |

|                               |           |                                            |
| Malinowski 18’ Kuzniewski 60’ | Marcatori | 23’ Binkert 31’ Otto 68’ Martin 86’ Momber |

| Arbitro: | Reinhardt |

|                                                                       |           |                           |
| Klepacz 19’, 67’, 71’ Pendorf 39’, 90’ Wojtkowiak 46’, 85’ Harden 87’ | Marcatori | 56’ Kleina 64’ Kuzniewski |

| Arbitro: | Ternieden |

|                                      |           |           |
| Schreiner 57’ Binkert 70’ Momber 81’ | Marcatori | 11’ Glomb |

### Gruppo 2
|  | Pos. | Squadra         | Pt | G | V | N | P | GF | GS | DR |
|  | ---- | --------------- | -- | - | - | - | - | -- | -- | -- |
|  | 1.   | Stoccarda       | 8  | 6 | 3 | 2 | 1 | 14 | 8  | +6 |
|  | 2.   | Rot-Weiss Essen | 6  | 6 | 3 | 0 | 3 | 14 | 15 | -1 |
|  | 2.   | Osnabrück       | 5  | 6 | 2 | 1 | 3 | 9  | 9  | 0  |
|  | 2.   | TeBe Berlino    | 5  | 6 | 2 | 1 | 3 | 8  | 13 | -5 |

| Osnabrück 27 aprile 1952 1ª giornata | Osnabrück | 0 – 0 referto | Stoccarda | Stadion an der Bremer Brücke (30.000 spett.)\| Arbitro: \| Ternieden \| |
| Arbitro:                             | Ternieden |               |           |                                                                         |

| Arbitro: | Burmeister |

|                     |           |                                  |
| Gottschalk 44’, 53’ | Marcatori | 7’, 75’ Schmutzler 81’, 82’ Graf |

| Arbitro: | Wershoven |

|                                           |           |  |
| Wehrle 7’ Baitinger 24’ Retter 44’ (rig.) | Marcatori |  |

| Arbitro: | Bernbeck |

|                                   |           |                          |
| Gerdes 48’ Meyer 66’ Nienhaus 72’ | Marcatori | 14’ Termath 87’ Köchling |

| Arbitro: | Herden |

|                                               |           |                            |
| Barufka 1’ Blessing 21’, 40’, 80’ Krieger 68’ | Marcatori | 30’ Abromeit 48’, 50’ Rahn |

| Arbitro: | Dusch |

|                       |           |              |
| Wilde 53’ Manthey 78’ | Marcatori | 60’ Nienhaus |

| Arbitro: | Nettekoven |

|                |           |           |
| Schmutzler 67’ | Marcatori | 5’ Wehrle |

| Arbitro: | Schmetzer |

|                          |           |  |
| Rahn 12’ Cornelissen 64’ | Marcatori |  |

| Arbitro: | Dusch |

|                               |           |                             |
| Jahnel 16’ Lücke 42’ Rahn 65’ | Marcatori | 9’ Wehrle 80’ (rig.) Retter |

| Arbitro: | Fink |

|                                         |           |  |
| Vetter 40’, 54’ Alpert 73’ Nienhaus 86’ | Marcatori |  |

| Arbitro: | van Hüren |

|                                      |           |           |
| Blessing 6’ Baitinger 19’ Wehrle 80’ | Marcatori | 47’ Meyer |

| Arbitro: | Fink |

|          |           |                          |
| Lemm 24’ | Marcatori | 17’ Cornelissen 85’ Rahn |

### Finale scudetto
| Arbitro: | Nettekoven |

|                                                                                               |            |                                                                                 |
| Schlienz 18’ Baitinger 43’, 73’                                                               | Marcatori  | 15’ Schreiner 54’ Martin                                                        |
| Bögelein Krauß Steimle Schlienz Retter Barufka Baitinger Kronenbitter Wehrle Krieger Blessing | Formazioni | Strempel Philippi Puff Berg Biewer Balzert Otto Martin Binkert Momber Schreiner |
| Wurzer                                                                                        | Allenatori | Jordan                                                                          |